# Nationalpark Gunung Palung
Der Nationalpark Gunung Palung ist ein 900 km² großer Nationalpark in der indonesischen Provinz Westkalimantan auf Borneo, nördlich von Ketapang und östlich von Sukadana. 

## Geschichte
Gunung Palung wurde 1937 als Naturreservat mit einer Fläche von 300 km² unter Schutz gestellt. 1981 wurde das Reservat auf 900 km² erweitert und sein Status in ein Wildreservat umgewandelt. Am 24. März 1990 wurde das Gebiet zum Nationalpark erklärt.

## Flora und Fauna
Der Park zeichnet sich durch die Vielfalt seiner Fauna (darunter Orang-Utans) und verschiedene Habitattypen aus, von Mangroven und Frischwassersumpfwald über Tiefland-Überschwemmungswald bis zum Bergwald. Ein Zensus schätzte 2001 die Orang-Utan-Population auf 2500 Tiere, was 17 % der geschätzten Population auf Borneo und fast 10 % der Weltpopulation entspricht.

## Forschung
1985 richtete Dr. Mark Leighton das Cabang Panti Research Camp im Nationalpark am westlichen Fuß der Gunung Palung-Berge ein, die von der Parkverwaltung betrieben wird. Das Gebiet der Forschungsstation umfasst über 2.100 Hektar, das durch 25 km Pfade erschlossen ist und alle sieben Waldtypen einschließlich des oberen Bergwaldes abdeckt.
Nach einer kurzen Phase der Nichtbesetzung von 2004 bis 2007 wurde die Forschungsstation 2007 mit Geldern zweier Forschungsteams aus den USA wiederaufgebaut.
Projekte sind das Gunung Palung Orang-Utan-Projekt und das Gibbons und Leaf-Monkey-Projekt.

## Schutz
Illegaler Holzeinschlag und Torfwaldbrände stellen eine Bedrohung für den Nationalpark dar.